# Musaranya cuallarga mexicana
La musaranya cuallarga mexicana (Sorex oreopolus) és una espècie de mamífer de la família de les musaranyes (Soricidae) endèmica de Mèxic. El seu nom específic, oreopolus, significa ‘pol de muntanya’ en llatí.